# Ischnothele guianensis
Ischnothele guianensis is een spinnensoort in de taxonomische indeling van de Dipluridae.
Het dier behoort tot het geslacht Ischnothele. De wetenschappelijke naam van de soort werd voor het eerst geldig gepubliceerd in 1837 door Charles Athanase Walckenaer.